# 楽天技術研究所
楽天技術研究所（らくてんぎじゅつけんきゅうじょ、英文表記：Rakuten Institute of Technology）は、楽天グループ株式会社の研究開発部門で2005年12月に設立。本部は東京都世田谷区。所長は北川拓也。法人ではなく、楽天社内の一部署としてR&Dを担っている。
研究領域は、同所のウェブページより、自然言語処理、データマイニング、コンピュータービジョン、ヒューマンコンピューターインタラクション、大規模分散処理、ドローンである。大規模分散処理では、オープンソースソフトウェアのROMA、LeoFSがある。研究員にIPA 未踏事業出身者が多いことでも知られる。
2007年6月より、プログラミング言語Ruby開発者 まつもとゆきひろが、同研究所のフェローになった。
2017年5月現在、支部としてニューヨーク、ボストン、パリ、シンガポールに支部拠点がある。。